# وسام (اسم)
وسام اسم علم عربي مذكر . يعني الشرف وهو ميدالية تمنح للاشخاص الذين حققو مكانة مرموقة. 
من الشخصيات  البارزة التي تحمل الاسم: 
- وسام بن بحري لاعب قوى تونسي.[1]
- وسام البركة (مواليد 1985)، لاعب كرة قدم مغربي.
- وسام البكري (مواليد 1984)، مدافع كرة قدم تونسي - فرنسي
- وسام قسطنطين، أول شخص أصم يتخرج من جامعة في لبنان والشرق الأوسط
- وسام كاصد (مواليد 1981) حارس مرمى عراقي .
- وسام حسني، عداء مسافات طويلة تونسي.
- وسام جبران (مواليد 1983)، مؤلف موسيقي، وعازف عود فلسطيني.
- وسام كاظم (مواليد 1986)، لاعب وسط كرة قدم عراقي
- وسام المانع (مواليد 1975)، رجل أعمال قطري.
- وسام الهاشمي، جيولوجي عراقي
- وسام طريف [الإنجليزية] (مواليد 1975)، لعب دورًا رئيسيًا في مجال العمل المؤيد للديمقراطية وحقوق الإنسان في سوريا ولبنان
- وسام الحسن (1965–2012)، عسكري لبناني.
- وسام الزهاوي، دبلوماسي عراقي.
- وسام بن يدر (مواليد 1990)، لاعب كرة قدم فرنسي
- وسام زكي (مواليد 1986) لاعب وسط كرة قدم عراقي.
- وسام بريدي (مواليد 1975)، إعلامي لبناني.
- وسام البريحي (مواليد 1987)، ممثل أردني.
- وسام صباغ (مواليد 1974)، ممثل ومذيع لبناني.
- وسام سعدون (مواليد 1990)، لاعب كرة قدم عراقي.
- وسام صليبا (مواليد 1989) ممثل ومغنٍ لبناني.
- وسام العابدي (مواليد 1979) لاعب كرة قدم تونسي.
- وسام طحان (مواليد 1990) فنان تشكيلي سوري.
- وسام أبو علي، لاعب كرة فلسطيني-دنماركي.
- وسام أبو رميلة، لاعب جودو فلسطيني.